# Tiago Della Vega
Tiago Della Vega, född 1984 i Caxias do Sul i Rio Grande do Sul i Brasilien, är en brasiliansk gitarrist. Han innehar världsrekordet som världens snabbaste gitarrist i Guinness Rekordbok 2008 där han spelar "Humlans flykt" i 370 bpm.